# Les Nuits de New York (film, 1934)
Pour le film de 1920, voir Les Nuits de New York (film, 1920).
Pour le film de Lewis Milestone sorti en 1929, voir Les Nuits de New York.
Pour plus de détails, voir Fiche technique et Distribution.
Les Nuits de New York (Now I'll Tell) est film américain en noir et blanc d'Edwin J. Burke, sorti en 1934.

## Synopsis
Un parieur a des démêlés avec la mafia après avoir truqué un combat. Il doit alors vendre les bijoux de sa femme et prendre une assurance-vie sur pour essayer de s'en sortir.

## Fiche technique
- Titre français : Les Nuits de New York
- Titre original : Now I'll Tell
- Réalisation : Edwin J. Burke
- Scénario : Edwin J. Burke, d'après un roman de Mrs. Arnold Robinson
- Musique : Hugo Friedhofer et Arthur Lange (non crédités)
- Photographie : Ernest Palmer
- Montage : Harold D. Schuster (non crédité)
- Décorateur de plateau : Jack Otterson
- Costumes : Rita Kaufman
- Producteur :  Winfield R. Sheehan
- Société de production et de distribution : Fox Film Corporation
- Pays de production :  États-Unis
- Langue : anglais américain
- Format : noir et blanc — 35 mm — 1,37:1 — son : mono (Western Electric Noiseless Recording)
- Genre : Drame
- Durée : 82 min
- Dates de sortie :
  - États-Unis : 8 juin 1934
  - France : 26 juillet 1935

## Distribution
- Spencer Tracy : Murray Golden
- Helen Twelvetrees : Virginia Golden
- Alice Faye : Peggy Warren
- Robert Gleckler : Al Mossiter
- Henry O'Neill : Tommy Doran
- Hobart Cavanaugh : Freddie
- G.P. Huntley : Hart
- Shirley Temple : Mary Doran
- Ronnie Cosby : Tommy Doran Jr.
- Ray Cooke : Eddie Traylor
- Frank Marlowe : George Curtis
- Clarence Wilson : l'avocat Joe Davis
- Barbara Weeks : Wynne
- Theodore Newton : Joe
- Vince Barnett : Peppo
- James Donlan : Honey Smith
- Leon Waycoff : Max

Acteurs non crédités
- Clay Clement : un amateur de combat
- Louis Payne : le majordome
- Gertrude Astor (scènes supprimées)